# Йосип Андрейс
Йосип Андрейс (хорв. Josip Andreis; 19 вересня 1909, Спліт — 16 січня 1982, Загреб) — хорватський музикознавець. 
Навчався на філософському факультеті Загребського університету і у Римі (до 1931 року). Композицію вивчав у Спліті у І. Парача (1931–1934). У 1945 році закінчив консерваторію в Загребі. У 1931—41 роках викладав музику у гімназіях у Шибенику, Херцег-Нові і Спліті; з 1945 року працював у Загребі: читав лекції з історії музики в Академії музики (з 1952 року — професор); у 1967—72 роках — директор Інституту музикознавства. Головний редактор «Музичної енциклопедії» («Muzicka enciklopedija», d. 1-2, Zagreb, 1958—63). Автор досліджень з історії музичної культури Югославії, про югославських композиторів; із загальної історії музики, робіт з естетики, монографії про Гектора Берліоза.
Твори
- Uvod u glasbenu estetiku, Zagreb, 1944;
- Hector Berlioz, Zagreb, 1946;
- Historija muzike..., d. 1-3, Zagreb, 1951-54, t. 1-2, Zagreb, 1966;
- Hrvatski glazbeni zavod kroz 125 godina svoga postojanja, Zagreb, 1952;
- Jakov Gotovac, Split, 1957;
- Razvoj muzicke urnjetnosti u Hrvatskoj, в кн.:Andreis J., Cvetko D., Duric-Klajn S., Historijski razvoj muzicke kulture u Jugoslaviji, Zagreb, 1962;
- Vjecni Orfei, uvoj u muziku, Zagreb, 1968;
- Sesnaest moteta iz zbirke "Sacrae cantiones" I. Lukacica, Zagreb, 1970.